# Даибов, Минатулла Мугутдинович
Минатула Мугутдинович Даибов (8 июня 1961, Кяхулай, Дагестанская АССР) — советский борец вольного стиля, призёр чемпионатов мира и Европы.

## Биография
Родился Минатулла в Кяхулае — пригородном посёлке Махачкалы.

## Спортивная карьера
- Чемпионат Европы: 1986 (3 место)[2]
- Чемпионат мира: 1985 (2 место)[3]
- Чемпионат СССР: 1984 (2 место), 1985 (1 место)

### Спортивные звания
- Лучший борец Дагестана — 1985[4]